# Miguel Ángel Iglesias
Miguel Ángel Iglesias Guerrero (Valls, provincia de Tarragona; 9 de junio de 1961) es un exciclista español, profesional entre los años 1982 y 1992. 
Su mayor logro como ciclista profesional es ser el ciclista que más veces ha ganado la clasificación de las metas volantes en la Vuelta a España, en cinco ocasiones y de manera consecutiva entre 1987 y 1991.
Una vez retirado del ciclismo profesional, se ha dedicado a los 'raids' en bicicleta de montaña, siendo destacada su participación en la carrera marroquí denominada Titan Desert. En el año 2009, en su tercera participación alcanzó la octava plaza de la clasificación general.

## Palmarés
| 1983 - 1 etapa de la Vuelta a La Rioja 1984 - 1 etapa de la Vuelta a Asturias 1985 - Torrejón-DYC 1987 - 1 etapa de la Vuelta a La Rioja - Clasificación de las metas volantes de la Vuelta a España | 1988 - 1 etapa de la Volta a Cataluña - Clasificación de las metas volantes de la Vuelta a España 1989 - Clasificación de las metas volantes de la Vuelta a España 1990 - Clasificación de las metas volantes de la Vuelta a España 1991 - Clasificación de las metas volantes de la Vuelta a España |

### Resultados en la Vuelta a España
- 1984. 42.º de la clasificación general
- 1985. 55.º de la clasificación general
- 1986. 82.º de la clasificación general
- 1987. 75.º de la clasificación general
- 1988. 88.º de la clasificación general
- 1989. 77.º de la clasificación general
- 1990. 96.º de la clasificación general
- 1991. 100.º de la clasificación general